# Seznam dílů seriálu Daredevil

logo seriálu Daredevil

Toto je seznam dílů seriálu Daredevil. Americký kriminální televizní seriál Daredevil byl zveřejněn na Netflixu.

## Přehled řad
| Řada | Díly | Premiéra na Netflixu |
| ---- | ---- | -------------------- |
| 1    | 13   | 10. dubna 2015       |
| 2    | 13   | 18. března 2016      |
| 3    | 13   | 19. října 2018       |

## Seznam dílů

### První řada (2015)
| Č. v seriálu | Č. v řadě | Původní název             | Český název                                              | Režie              | Scénář                              | Premiéra na Netflixu |
| ------------ | --------- | ------------------------- | -------------------------------------------------------- | ------------------ | ----------------------------------- | -------------------- |
| 1            | 1         | Into the Ring             | Do ringu                                                 | Phil Abraham       | Drew Goddard                        | 10. dubna 2015       |
| 2            | 2         | Cut Man                   | Cut Man                                                  | Phil Abraham       | Drew Goddard                        | 10. dubna 2015       |
| 3            | 3         | Rabbit in a Snowstorm     | Králík ve sněhové bouři                                  | Adam Kane          | Marco Ramirez                       | 10. dubna 2015       |
| 4            | 4         | In the Blood              | V krvi                                                   | Ken Girotti        | Joe Pokaski                         | 10. dubna 2015       |
| 5            | 5         | World on Fire             | Svět v plamenech                                         | Farren Blackburn   | Luke Kalteux                        | 10. dubna 2015       |
| 6            | 6         | Condemned                 | Zavrhnutý                                                | Guy Ferland        | Joe Pokaski a Marco Ramirez         | 10. dubna 2015       |
| 7            | 7         | Stick                     | Stick                                                    | Brad Turner        | Douglas Petrie                      | 10. dubna 2015       |
| 8            | 8         | Shadows in the Glass      | Stíny ve skle                                            | Stephen Surjik     | Steven S. DeKnight                  | 10. dubna 2015       |
| 9            | 9         | Speak of the Devil        | My o vlku                                                | Nelson McCormick   | Christos Gage a Ruth Fletcher Gage  | 10. dubna 2015       |
| 10           | 10        | Nelson v. Murdock         | Nelson v. Murdock (Netflix) Nelson vs. Murdock (Disney+) | Farren Blackburn   | Luke Kalteux                        | 10. dubna 2015       |
| 11           | 11        | The Path of the Righteous | Stezka spravedlivých                                     | Nick Gomez         | Steven S. DeKnight a Douglas Petrie | 10. dubna 2015       |
| 12           | 12        | The Ones We Leave Behind  | Ti, které jsme opustili                                  | Euros Lyn          | Douglas Petrie                      | 10. dubna 2015       |
| 13           | 13        | Daredevil                 | Daredevil                                                | Steven S. DeKnight | Steven S. DeKnight                  | 10. dubna 2015       |

### Druhá řada (2016)
| Č. v seriálu | Č. v řadě | Původní název                     | Český název             | Režie             | Scénář                                   | Premiéra na Netflixu |
| ------------ | --------- | --------------------------------- | ----------------------- | ----------------- | ---------------------------------------- | -------------------- |
| 14           | 1         | Bang                              | Bang                    | Phil Abraham      | Douglas Petrie a Marco Ramirez           | 18. března 2016      |
| 15           | 2         | Dogs to a Gunfight                | Psi do přestřelky       | Phil Abraham      | Marco Ramirez a Douglas Petrie           | 18. března 2016      |
| 16           | 3         | New York's Finest                 | Ti nejlepší z New Yorku | Marc Jobst        | Mark Verheiden                           | 18. března 2016      |
| 17           | 4         | Penny and Dime                    | Halíř a desetník        | Peter Hoar        | John C. Kelley                           | 18. března 2016      |
| 18           | 5         | Kinbaku                           | Kinbaku                 | Floria Sigismondi | Lauren Schmidt Hissrich                  | 18. března 2016      |
| 19           | 6         | Regrets Only                      | Jenom lítost            | Andy Goddard      | Sneha Koorse                             | 18. března 2016      |
| 20           | 7         | Semper Fidelis                    | Semper Fidelis          | Ken Girotti       | Luke Kalteux                             | 18. března 2016      |
| 21           | 8         | Guilty as Sin                     | Vinen                   | Michael Uppendahl | Whit Anderson                            | 18. března 2016      |
| 22           | 9         | Seven Minutes in Heaven           | Sedm minut v ráji       | Stephen Surjik    | Marco Ramirez a Lauren Schmidt Hissrich  | 18. března 2016      |
| 23           | 10        | The Man in the Box                | Muž v krabici           | Peter Hoar        | John C. Kelley                           | 18. března 2016      |
| 24           | 11        | .380                              | .380                    | Stephen Surjik    | Mark Verheiden                           | 18. března 2016      |
| 25           | 12        | The Dark at the End of the Tunnel | Tma na konci tunelu     | Euros Lyn         | Lauren Schmidt Hissrich a Douglas Petrie | 18. března 2016      |
| 26           | 13        | A Cold Day in Hell's Kitchen      | Zima v Hell's Kitchen   | Peter Hoar        | Douglas Petrie a Marco Ramirez           | 18. března 2016      |

### Třetí řada (2018)
| Č. v seriálu | Č. v řadě | Původní název       | Český název         | Režie              | Scénář                  | Premiéra na Netflixu |
| ------------ | --------- | ------------------- | ------------------- | ------------------ | ----------------------- | -------------------- |
| 27           | 1         | Resurrection        | Zmrtvýchvstání      | Marc Jobst         | Erik Oleson             | 19. října 2018       |
| 28           | 2         | Please              | Prosím              | Lukas Ettlin       | Jim Dunn                | 19. října 2018       |
| 29           | 3         | No Good Deed        | Za dobrotu          | Jennifer Getzinger | Sonay Hoffman           | 19. října 2018       |
| 30           | 4         | Blindsided          | Zaskočení           | Alex Garcia Lopez  | Lewaa Nasserdeen        | 19. října 2018       |
| 31           | 5         | The Perfect Game    | Perfektní hra       | Julian Holmes      | Tonya Kong              | 19. října 2018       |
| 32           | 6         | The Devil You Know  | Ďábel, kterého znáš | Stephen Surjik     | Dylan Gallagher         | 19. října 2018       |
| 33           | 7         | Aftermath           | Následky            | Toa Fraser         | Sarah Streicher         | 19. října 2018       |
| 34           | 8         | Upstairs/Downstairs | Nahoře a dole       | Alex Zakrzewski    | Dara Resnik             | 19. října 2018       |
| 35           | 9         | Revelations         | Odhalení            | Jennifer Lynch     | Erik Oleson a Sam Ernst | 19. října 2018       |
| 36           | 10        | Karen               | Karen               | Alex Garcia Lopez  | Tamara Becher-Wilkinson | 19. října 2018       |
| 37           | 11        | Reunion             | Setkání             | Jet Wilkinson      | Jim Dunn a Dara Resnik  | 19. října 2018       |
| 38           | 12        | One Last Shot       | Naposledy           | Phil Abraham       | Sam Ernst               | 19. října 2018       |
| 39           | 13        | A New Napkin        | Nový ubrousek       | Sam Miller         | Erik Oleson             | 19. října 2018       |